# 1987 în informatică
- 1986 în informatică — 1987 în informatică — 1988 în informatică

1987 în informatică a însemnat o serie de evenimente noi notabile:

## Premiul Turing
- John Cocke